# Milan Milanović (Fußballspieler, 1963)
Milan Milanović  (* 10. Januar 1963) ist ein ehemaliger serbischer Fußballspieler und derzeitiger Fußballtrainer. Als Fußballspieler spielte er Erstligafußball in der DDR beim Eisenhüttenstädter FC Stahl und auf den Färöern bei VB Vágur.

## Sportliche Laufbahn
Milanović wurde in Deutschland bekannt, als er in der Saison 1990/91 für den Eisenhüttenstädter FC Stahl in der DDR-Oberliga spielte. Er war einer von drei jugoslawischen Fußballspielern, die aufgrund der 1990 erfolgten Öffnung für Ausländer im DDR-Fußball in der Eisenhüttenstädter Oberligamannschaft spielten. Milanović wurde jedoch nur fünfmal zwischen dem 10. und 26. Spieltag eingesetzt und spielte auf der Position des linken Außenstürmers. Dort wurde er auch am 2. Juni 1991 im letzten Endspiel um den DDR-Fußballpokal für 60 Minuten eingesetzt. Der Eisenhüttenstädter FC Stahl traf auf den letzten DDR-Fußballmeister Hansa Rostock und unterlag 0:1.
Seine Karriere hatte einst im Jahr 1983 in seiner serbischen Heimat begonnen. Aus der Jugend des FK Partizan Belgrad wechselte er zum FK Čukarički. Es folgten weitere Stationen innerhalb Jugoslawiens, ehe er im Sommer 1988 erstmals nach Deutschland kam. Milanović bestritt drei Spiele für den FC Augsburg in der Bayernliga. Nach einem Jahr kehrte er nach Jugoslawien zurück. Nach seiner Station in Eisenhüttenstadt blieb er in Deutschland. Es folgten Stationen beim FC Gütersloh, dem FC Sachsen Leipzig und dem TSV Gera-Zwötzen. Im Jahr 1994 wechselte er zu seinem Heimatklub FK Čukarički, wo er nebenbei die U-19-Mannschaft betreute.
In den Jahren 1997 und 1998 war er bei dem Färöer Erstligisten VB Vágur Spielertrainer. Am 3. August 1997 stand er als Spielertrainer mit seiner Mannschaft im Endspiel um den Färöer Fußballpokal, das Vágur jedoch mit 0:6 gegen GÍ Gøta verlor. Nach dem 9. Spieltag der Saison 1998 wurde er als Trainer entlassen.
Anschließend widmete sich Milanović ausschließlich seiner Trainertätigkeit. Er betreute zunächst verschiedene Vereine in Serbien. In der Saison 2005 trainierte er den Färöer-Erstliga-Aufsteiger TB Tvøroyri, mit dem er jedoch am Saisonende wieder abstieg. Anschließend war er über mehrere Jahre Assistenztrainer beim OFK Belgrad. In der Hinrunde der Saison 2009/10 war Milanović Trainer beim bosnischen Erstligavertreter FK Laktaši. Am 20. Januar 2010 wurde er entlassen und durch den deutschen Trainer Thomas Geist ersetzt.
In der Saison 2011/12 war er zunächst Assistent bei Sheriff Tiraspol in der Republik Moldau, ehe er im Mai 2012 zum Cheftrainer wurde. Diesen Posten hatte er jedoch nur wenige Wochen inne und wurde im August 2012 entlassen. Er kehrte nach Serbien zurück und betreute in den folgenden Jahren zahlreiche Erstligisten. In der Saison 2019/20 war er für die erste Mannschaft von Ertis Pawlodar in Kasachstan.